# بيانيزي
بيانيزي (بالإيطالية: Pianezze)‏ هي مدينة وبلدية في مقاطعة مقاطعة فشنزة، في منطقة فنيتة، بشمال شرق إيطاليا.